# Omiška Dinara
Az Omiška Dinara (vagy magyarosabban Omisi Dinara) egy alacsony tengerparti hegység Horvátországban, Dalmácia területén. A Dinári-hegység része. 

## Fekvése
A hegység Split-Dalmácia megyében az Adriai-tenger partja mentén, Omištól keletre található. A Dinara a Poljicai-hegység (Poljička planina) délkeleti irányú, természetes folytatása összeköttetésben a szomszédos Biokovóval.

## Leírása
Az Omiška Dinara körülbelül 15 km hosszú. Nyugaton és északon a Cetina- folyó határolja. Keleten kapcsolódik az Omiška Rogoznicához. Alatta, a déli oldalon Ravnice, Brzet, Borak, Nemira, Stanići, Čelina és Lokva Rogoznica települések találhatók. A keleti lejtőket többször felgyújtották. A legtöbb kárt 2003-ban szenvedte el.
A hegység sok hegymászó számára kedvelt terület. A legmagasabb csúcs a Kula (vagy Imber), amely Stanići falu felett helyezkedik el és 864 m magas. A legegyszerűbb feljutás a csúcsra az Omiš feletti Borak faluból vezet. Fentről nagyszerű kilátás nyílik a Brac és a Hvar szigeteire, a Cetina és a Poljica völgyére, valamint a Mosor és a Biokovo hegyekre.
Boraktól körülbelül egyórás meredek gyalogos emelkedéssel egy kis fennsíkhoz érkezünk, amelynek vízforrása a Voda na Rašeljku. Itt, egy kis hegyi barlangnál épült meg az Imber hegyi menedékház, amely nemrég egy tűzvészben leégett. A tűz után az omisi hegymászók a közelében a fennsíkon új fa kunyhót építettek.
Az Omiš Dinara északnyugati lejtőjén, egy meredek sziklán, Omiš városa felett található a Fortica erőd.
Az Omiški Dimarán halad át az omiš elkerülő út, amely még nem készült el teljesen. Ennek az elkerülő útnak része a híres „Iz nigdi u ništa” (Sehonnan a semmibe) alagút.

## Galéria
- Menedékház a hegységben
- A Dinara sziklái
- A Dinara sziklái
- A Dinara sziklái
- Látkép a Dinaráról Cetina torkolatára
- A Dinara sziklái
- A Dinara sziklái
- A Mirabela-erőd
- Borak